# Indication géographique protégée
Pour les articles homonymes, voir IGP, Indication géographique protégée en Suisse et Indication géographique protégée dans l'Union européenne.
L'indication géographique protégée (IGP) est un label de qualité qui désigne des produits dont la qualité ou la réputation est liée au lieu de production, de transformation ou d'élaboration, mais dont les ingrédients ne proviennent pas nécessairement de cette aire géographique. Il certifie qu'une étape au moins du processus de production, de la matière première à l'élaboration du produit fini doit être effectuée dans la zone de provenance,,,.

## Labels dans le monde
- Indication géographique protégée en Suisse
- Indication géographique protégée dans l'Union européenne

### Canada
Bien que les indications géographiques sont typiquement associées aux pays européens, elles sont depuis peu intégrées au droit de la propriété intellectuel canadien en raison du traité de libre-échange entre l'Union européenne et le Canada. En vertu de modifications à la Loi sur les marques de commerce adoptées en 2017, le Canada a accepté de protéger légalement les indications géographiques, à la suite de pressions de pays européens, quoique la culture entourant la promotion, la création et la protection d'indications géographiques locales y est encore moins bien enracinée qu'en Europe.